# Svartkronad tangara
Svartkronad tangara (Kleinothraupis atropileus) är en fågel i familjen tangaror inom ordningen tättingar.

## Utbredning och systematik
Svartkronad tangara delas in i två underarter med följande utbredning:
- Kleinothraupis atropileus atropileus – förekommer i Anderna från Colombia till sydvästra Venezuela (Táchira) och Ecuador
- Kleinothraupis atropileus auricularis – Anderna i östra Peru (Amazonas till Cusco)

Underarten auricularis har ofta urskilts som egen art.

### Släktestillhörighet
Tidigare placerades arten i släktet Hemispingus, men genetiska studier visar att arterna i släktet inte är varandras närmaste släktingar.

## Status och hot
IUCN bedömer hotstatus för underarterna var för sig, båda som livskraftiga.